# 約華湖
14°52′01″N 87°58′59″W / 14.867°N 87.983°W

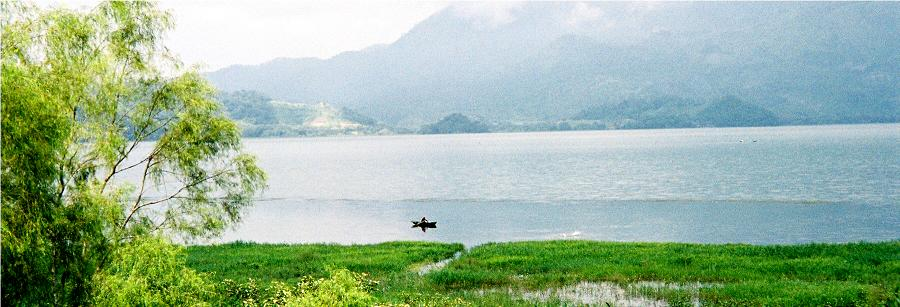

約華湖是洪都拉斯的湖泊，位於該國西部，由聖巴巴拉省負責管轄，距離聖佩德羅蘇拉70公里，長70公里、寬10公里，面積285平方公里，海拔高度700米，平均水深15米。

## 外部連結
- Lake Yojoa, Birds of Honduras
- Lake Yojoa, Interactive Maps （页面存档备份，存于）